# Походження басків

## Історія походження басків
Баски — народ, що проживає на півночі Іспанії та у південно-західній частині Франції. Вважається, що мова басків («еускара») − єдина мова, що вціліла з доіндоєвропейської епохи в Європі. В Іспанії баски населяють провінції Гіпускоа, Біскайя, Алава, Наварра, у Франції — Нижня Наварра, Суль і Лабур. Населення провінції налічує близько 3 млн мешканців, з яких 90 % проживає саме в іспанській частині.
До цього часу ніхто достовірно і чітко не може стверджувати про те, хто такі баски. Одні науковці стверджують, що баски — це нащадки змішаного племені кельтів та іберів, інші доводять спорідненість басків з грузинами. Від інших народів, що населяють Іспанію, баски відрізняються характером і звичаями [3, c. 124].
Вважають, що баски — це древній корінний народ, який населяє Піренейський півострів. Згадка про басків зустрічається і в одній із найбільш епічних поем Франції — «Пісні про Роланда», приводом для створення якої послужили події 778 року, коли Карл Великий втрутився в міжусобні чвари мусульманської Іспанії. Баски чинили запеклий опір кельтам, фінікійцям, грекам, римлянам, вестготам, франкам, норманам і навіть маврам (у період арабської експансії Країна Басків зберегла незалежність і стала однією з баз Реконкісти) [2, с. 35].
З часів римського завоювання (кінець ІІІ ст. до н. е. − початок V ст. н. е.), коли племена, які населяли Іспанію, зазнали глибокої романізації, баски, які проживали окремо в гірських районах, зберегли свою самобутню і загадкову мову, еускеру. Саме ця мова стала чи не одним з основних елементів національної самоідентифікації басків.
Більшість істориків схиляється до думки, що еускерою говорили ще задовго до приходу в Європу римських легіонерів. Швидше за все, коріння баскської мови сягають часів палеоліту. Це єдина європейська, до римська мова, яка дійшла до нас із 3-2 тисячоліть до н. е. Походження басків оповите завісою таємничості та невідомості [2, с.36].

## Генеалогія мови басків
Історики й філологи різних країн світу вже майже 200 років безуспішно вивчають генеалогію мови басків. Існує багато гіпотез про її походження і про збереження в оригінальному вигляді в Європі, історія цієї мови рясніє прикладами мовної асиміляції. Жодна з теорій, однак, не витримує серйозної наукової критики. На допомогу були покликані герменевтика і семіотика, але і вони не дуже виправдали покладених надій..
Мову басків намагалися ідентифікувати Вільгельм фон Гумбольдт, німецький мовознавець Гуго Шухардт, французький історик-медієвіст і філолог А. Люшер, Е. Бурсьє, що вибудували гіпотезу про те, що баскська мова генетично пов'язана з нині зниклою іберійською мовою і що обидві ці мови побудовані на семіто-хамітській основі [2, с.48].
Ця теорія викликала, однак, ґрунтовні заперечення у Ж. Венсона і В. ван Ейса. Французький вчений, принц Луї-Люсьєн Бонапарт вважав еускеру близькою до угро-фінської мовної сімʼї.
А. Мандєлєєв і А. Кікнадзе (а також К. Уленбек і Н. Я. Марр) висунули гіпотезу про спорідненість баскської і кавказької мов, припустивши, що прабатьківщина басків знаходилася на території сучасної Грузії, яку вони покинули приблизно 3,5 тис. років назад (всього виявлено більше трьохсот прямих лексичних паралелей в еускера і кавказьких мовах).
Численні теорії пов'язували мову басків із мовами американських індіанців (К. А. Ман, А. Т. Аббадо), етруською мовою (С. Арана Гойра). Були спроби знайти схожість з японською, корейською мовами. Виявлялися віддалені натяки на спорідненість еускери з афро-азійською мовною сім'єю. Проте всі ці теорії є настільки слабкими, що не знайшли свого практичного обґрунтування. Безперечно одне: згідно загальноприйнятій думці вчених баскська мова − єдина, реліктова доіндоєвропейська мова, яка існує в наші дні, і в сучасних генеалогічних класифікаціях еускера фігурує як мова «поза групою»[2, с.45].
Сучасні баскологи зводять літературні діалекти мови басків до двох основних груп: західної, або Біскайської (з центром в Більбао), і центрально-східної, що включає французьку, лабурдинську (з центром в Байонні), нижньонаварську (з центром в Сен-Жан-П'є-де-Пор) і сулетинську (з центром в Молеоні). В основі сучасної літературної мови басків лежить західний (біскайський) діалект, а саме говір міста Більбао.
Відповідно до ще однієї теорії походження басків, іберійці Іспанії походять від іберійців Кавказу. Відбулося це десь в 5 ст. до н. е., коли іберійці почали заселяти Піренейський півострів з півдня, де вони заснували державу Альмерія, залишивши для нащадків мегалітичні споруди, схожі на мегаліти Стоунхендж в Британії [8].
Першим висловив подібну думку найдавніший письменник − граматик Варрон (II—I ст. до н. е.). Подібної ж думки дотримувався римський письменник Прісціан (V—VI ст. н. е.), який в творі «Граматичне керівництво» відзначав, що іберами («hiberes») називається плем'я, яке живе за Вірменією, тобто висловлював думку про кавказьке походження західних іберів [9, с.687].
В одній з поширених в Басконії легенд, розповідається про переселення басків, а саме те, що вони прийшли зі Сходу[3, с.78].
Цікаві міркування з цього приводу містяться в творі Іоанна Маріана «Загальна історія Іспанії». Він пише, що ібери, котрі спочатку мешкали на берегах Чорного моря в Кавказьких горах, прийшовши в Іспанію, розсіялися і прозвали провінцію в якій поселилися Басконією[8].
Басколог А. Дорінг, розглядаючи питання про походження басків, пов'язує їх самоназва − «еускалдунак» з найменуванням історичних місцевостей Грузії − Діоскур, Іскурілі, Ісгаурой. З цих портів, розташованих в Кавказькій Іберії на Чорноморському узбережжі, частина іберійського племені вирушила на Захід. Ібери, переселившись на Піренейський півострів, привезли з Кавказької Іберії майстерність виготовлення зброї і традицію виготовлення предметів з міді, заліза і сталі. Назва Країни Басків − Еускаді (суфікс географічної локалізації «-аді» перегукується з картвельським суфіксом «-еті») [5].
Професор Р. Гордезіані досліджував важливе питання взаємовідносин іберійської-кавказьких мов і найдавніших мов Середземномор'я. Дослідник відзначає, що на початку нашого століття великою популярністю користувалася теорія про якусь доіндоєвропейську мовну і культурну єдність в усьому Середземноморському басейні, залишками якого в даний час на Кавказі є кавказькі племена, а на заході — баски. Автор відзначає факти наявності в баскській та егейській мовах окремих слів і форм, що мають свої паралелі в різних групах кавказьких мов, і загострює увагу на тих лексичних паралелях, в яких можна встановити певну закономірність. Дані паралелі, на його думку, можна пояснити лише рухом хвилі переселенців з Кавказу на Захід [8].
Іберійці Іспанії та Грузії споріднені, але в рамках цієї теорії, баски (і докельтське населення Британських островів) вважаються народом близьким до північноафриканських берберів (народ європеоїдної раси). Вважається, що наприкінці I тис. до н. е. баски були відтіснені в гори кавказькими іберійцями, які прийшли зі Сходу [2, с.45].
Треба відзначити, що версії про те, що баски походять від вірмен чи грузин, зберігають шанси на те, щоб бути правдими, проте більшість вчених сходяться на думці, що це корінні жителі Європи, які безпосередньо пішли від кроманьйонців, що 35 тисяч років тому прийшли на європейські землі з Африки і залишилися там [9, с.667].
Кроманьйонці, ймовірно, не брали участь ні в яких подальших переселеннях народів, оскільки археологи не знайшли жодного свідчення, що дозволяє говорити про зміну населення на цій території протягом усього часу, аж до появи римлян [9, с.661].
З давніх-давен баски були першокласними мореплавцями. За деякими даними, вони побували в Америці до Колумба, проте, у всякому разі, становили ядро його екіпажу: всі капітани каравел експедиції Колумба були басками. Баски зіграли провідну роль не тільки в колонізації Нового Світу. Саме вони є першовідкривачами незліченних рибних багатств всесвітньо відомої «Ньюфаундлендської банки» [1, с.84].

## Права та привілеї басків
Із початку ХІІІ ст. всім уродженцям баскських провінцій присвоювався благородний статус ідальго. Баски отримували юридично високий статус не за особливі заслуги, а лише по праву народження. З баскських провінцій проганялися всі іновірці-нехристияни (євреї, араби, цигани), а всі переселенці на цю територію мали довести чистоту і благородність своєї крові і походження [3, c.165].
З XVI ст. місцеві історики зображували басків як попередників сучасних іспанців на Піренейському півострові [9].
У XVIII—XIX ст. збереження власних пільг, привілеїв та обовʼязків, які баски називали «фуерос», стало ключовою проблемою у взаєминах між деякими політичними силами Іспанії та баскськими провінціями. Наприклад, іспанські ліберали вважали «особливі» права басків основною перешкодою для створення централізованої держави з єдиним законодавством. Їх негативне ставлення до «фуерос» особливо посилилося внаслідок карлістських війн (1833—1840; 1872—1876 рр.), яку розвʼязали претенденти на престол від правлячої династії (названі за іменем першого претендента дона Карлоса). Карлісти, які були прихильниками абсолютної теократичної монархії, залучили в ці війни баскське селянство, використовуючи їх невдоволення умовами існування. Країна Басків стала основним театром воєнних дій. В ході цих війн, які багатьма сприймалися як протиборство між Країною Басків і рештою Іспанії. Саме після цих подій етнічна самосвідомість басків стала набувати переднаціоналістських форм [11].
У 2015 році генетичні дослідження встановили унікальність розглянутого нами народу. Баски − це люди, у яких в крові найвища серед усіх європейців пропорція негативного резус-фактора (25 %) і одна з найбільш високих часткою крові, що належить до типу «О» (55 %). Існує дуже різка генетична різниця між представниками даного етносу та інших народів, особливо на території Іспанії. Тому навряд чи можна говорити, що баски − це каталонці [10].

## Список використаних джерел та літератури
1. Бароха Х. К. Баски. — М.: Едиториал УРСС, 2004, с.184.
2. Ландабасо А. И., Коновалов А. М. Из истории басков. — М. 2004 р.− С. 35-78
3. Хенкин С. М., Самсонкина Е. С. Баскский конфликт: истоки, характер, метаморфоз: монография. Моск. гос. ин-т. междунар. отношений (ун-т) МИД России. − М.: МГИМО(У) МИД России, 2011. − 380 с.: 8с. илл. − (Серия «Научная школа МГИМО/У/»). − С.
4. Кардаш П. Федеративний устрій та сепаратизм у Європі: чи існує звʼязок? [Електронний ресурс] / П. Кардаш // Інтернет-журнал. − 2012. − С.1-14. Режим доступу: http://polis.oa.edu.ua/assets/files/kardash/------_-------.pdf
5. Поліщук К. В. Етнонаціональний вимір конфлікту в Країні Басків [Електронний ресурс]. — Львів, 2007 р. Режим доступу: https://web.archive.org/web/20170504044708/http://disser.com.ua/content/252140.html
6. Тимощук О. О. Історичні традиції місцевого самоврядування в Країні Басків (Іспанія) [Електронний ресурс] / О. О. Тимощук // Ученые записки Таврического национального университета им. В. И. Вернадского./ Серия «Юридические науки». Том 20 (59) — 2007. — Вип. 2. — С. 269—273. –Режим доступу: http://www.nbuv.gov.ua/old_jrn/Soc_Gum/UZTNU_law/uch_20_2l/41_timoschuk.pdf
7. Ткач В. Націоналістичні та сепаратистські рухи Іспанії. Сучасний стан. [Електронний ресурс] / В. Ткач // Актуальні проблеми міжнародних відносин. — Вип. 95 (частина І). − 2011. — С. 54-57. Режим доступу: http://journals.iir.kiev.ua/index.php/apmv/article/viewFile/837/792
8. Шнайдер А. Мифы и легенды о происхождении басков.[Електронный ресурс]. — 2003—2007 рр. Режим доступа: http://www.randevu-zip.narod.ru/caucase/mif.htm
9. Kristiina Tambets et. al. (2004) The Western and Eastern Roots of the Saami—the Story of Genetic «Outliers» Told by Mitochondrial DNA and Y Chromosomes. // The American Journal of Human Genetics, 74(4): 661—682.
10. El Confidencial. Pais Vasco. [Electronic resource]: Cuando el Pais Vasco se unió a Castilla: los hàbiles señores de Vizcaya. ― 2013. ― Access mode: http://blogs.elconfidencial.com/alma-corazon-vida/empecemos-por-los-principios/2013-12-28/cuando-el-pais-vasco-se-unio-a-castilla-los-habiles-senores-de-vizcaya_70686/
11. Kondaira. Historia del Pais Vasco. [Electronic resource]: Los origenes. ― 2012. ― Access mode: http://www.kondaira.net/esp/Historia0001.html